# Slavko Večerin
Alojzije Slavko Večerin (ur. 6 czerwca 1957 w Paliciu, zm. 26 sierpnia 2022 w Kikindze) – serbski duchowny rzymskokatolicki, biskup diecezjalny Suboticy w latach 2020–2022.

## Życiorys
Urodził się 6 czerwca 1957 w Paliciu. Uczęszczał do Wyższego Seminarium Duchownego w Zagrzebiu (1977–1983). Święcenia prezbiteratu przyjął 14 sierpnia 1983.
Po święceniach pełnił następujące funkcję: 1983–1985: wikariusz parafii św. Trójcy w Somborze; 1985–1991: administrator parafii św. Pawła w Baču, również odpowiedzialny za duszpasterstwo wsi Deronje i Tovariševo; 1991–1994: administrator parafii San Rocco w Suboticy oraz ojciec duchowy Niższego Seminarium Paulinum, a także archiwista kurialny; 1994–2005: sekretarz biskupa Suboticy; 1998–2008: proboszcz parafii św. Piotra i Pawław w Bajmoku; 2005–2020: wikariusz generalny; 2011–2016: proboszcz parafii Maryi Matki Kościoła w Suboticy; 2016–2020: proboszcz parafii Podwyższenia Krzyża Świętego w Somborze.
8 września 2020 papież Franciszek prekonizował go biskupem diecezjalnym Suboticy. 14 listopada 2020 otrzymał święcenia biskupie i odbył ingres do katedry św. Teresy z Ávili. Głównym konsekratorem był László Német, biskup diecezjalny zrenjeniański, zaś współkonsekratorami János Pénzes, emerytowany biskup suboticki i Đura Džudžar, biskup eparchii św. Mikołaja w Ruskim Krsturze.
Zmarł w Kikindze 26 sierpnia 2022.